# Tang Zi
En aquest nom xinès, el cognom és Tang.
Tang Zi va ser un general militar de Wu Oriental durant el període dels Tres Regnes de la història xinesa. Una vegada, Tang va ser enviat a dirigir els reforços en ajuda de la revolta de Zhuge Dan en contra del regent de Cao Wei, Sima Zhao. Després de la derrota de Zhuge, Tang va fer defecció cap a Cao Wei i més tard es va elevar a una posició destacada en l'exèrcit.